# Kuśnierz (wieś)
Kuśnierz – wieś w Polsce, położona w województwie kujawsko-pomorskim, w powiecie mogileńskim, w gminie Jeziora Wielkie.
21 maja 1924 roku w Kuśnierzu urodziła się Irena Jagielska, łączniczka, kurierka sztabu Okręgu Pomorze Armii Krajowej, następnie Delegatury Sił Zbrojnych na Kraj i Zrzeszenia „Wolność i Niezawisłość”.

## Podział administracyjny
W latach 1975–1998 miejscowość administracyjnie należała do województwa bydgoskiego.

## Demografia
Według Narodowego Spisu Powszechnego (III 2011 r.) liczyła 148 mieszkańców. Jest trzynastą co do wielkości miejscowością gminy Jeziora Wielkie.